# Georg Friedrich von Berlepsch
Georg Friedrich von Berlepsch, auch George Friedrich von Berlepsch (* 9. Mai 1727; † 13. August 1799 in Naumburg (Saale)) war ein deutscher Domdechant, Konsistorialpräsident und Rittergutsbesitzer.

## Leben
Von Berlepsch stammte aus dem niedersächsischen Adelsgeschlecht von Berlepsch und war der Sohn des Kammerherrn und Obersteuereinnehmers Caspar von Berlepsch. Der spätere Konferenzminister und wirkliche Geheime Rat Friedrich Gottlob von Berlepsch sowie der Kreiskommissar Caspar Wilhelm von Berlepsch waren seine Brüder.
Er schlug eine Verwaltungslaufbahn ein und war zunächst Regierungsrat bei der Regierung des Hochstifts Naumburg-Zeitz in Zeitz, später Domherr und zuletzt Domdechant des Domkapitels Naumburg und Erbherr auf Henningsleben, Leislau und Janisroda und sachsen-altenburgischer Steuerobereinnehmer. Seine Rittergüter lagen sowohl im Kurfürstentum Sachsen als auch in den ernestinischen Herzogtümern.
Vor seinem Tod schenkte er als Konsistorialpräsident dem Kirchenkasten Zeitz eine Geldforderung gegenüber der Frau Majorin, Charlotte Friedericke Wilhelmine von Helldorff in Zeitz in Höhe von 700 Reichstalern.
Von Berlepsch blieb unverheiratet und hatte keine Nachkommen. Er starb an den Folgen eines Schlaganfalles im 73. Lebensjahr und wurde am 17. August 1799 morgens um 3 Uhr im Naumburger Dom beigesetzt. Sein Besitz fiel an seinen Bruder, den kursächsischen Kammerherrn Caspar Wilhelm von Berlepsch in Naumburg, der am 21. Februar 1805 als Senior der Familie und kurfürstlich-hessischer Erbkämmerer sowie ehemaliger Kreiskommissarius im niederen Distrikt des Thüringer Kreises in Naumburg im 83. Lebensjahr starb, der von seiner Witwe Eleonore Charlotte Wilhelmine geb. Freiin von Beust und dem Sohn Wilhelm Friedrich von Berlepsch auf dem Rittergut Gröbitz beerbt wurde. Dieser starb jedoch unverheiratet bereits am 27. September 1807, wodurch sein Lehnsbesitz apert wurde.